# Wikipedia en neerlandés
La Wikipedia en neerlandés es la edición en neerlandés de Wikipedia. Comenzada en junio de 2001, esta edición tenía unos 100 000 artículos en octubre de 2005, alcanzando actualmente la cifra de 2 182 942 artículos.

## Evolución
Estuvo en la sexta posición por número de artículos, si bien fue superada por la japonesa, y por la Wikipedia en español en junio de 2010 manteniéndose desde entonces en el octavo puesto hasta ser superada por la Wikipedia en portugués en diciembre de 2010 y poco después por la Wikipedia en ruso.
En abril de 2011 volvió a superar en cantidad de artículos a la Wikipedia en portugués. En octubre de 2011 adelantó a la Wikipedia en ruso y en japonés, y tras aumentar en 80 000 artículos en apenas once días gracias al uso de bots, superó a la Wikipedia en español y a la Wikipedia en polaco el 30 de octubre de 2011, alcanzando así el quinto puesto en cantidad de artículos. En noviembre de 2011 superó a la Wikipedia en italiano, colocándose cuarta en número de artículos y alcanzó la cifra de un millón de artículos tras la creación por parte de bots de más de 100 000 artículos en solo 10 días. Durante abril de 2012 superó a la Wikipedia en francés, colocándose tercera en número de artículos. A partir de febrero de 2013, gracias a un bot que crea cerca de 1000 artículos por hora, la Wikipedia en neerlandés añadió velozmente más de 400 000 artículos, pasando de 1 100 000 en febrero a más de 1 500 000 a fines de abril de 2013. En junio de 2013 superó a la Wikipedia en alemán, pasando a ocupar la segunda plaza tras la Wikipedia en inglés. Actualmente se encuentra en la sexta posición.
Tiene 1 396 417 usuarios, de los cuales 3818 son activos.

## Hitos
- abril de 2017: 1 900 000 artículos.
- 12 de abril de 2013: 1 500 000 artículos.
- 1 de abril de 2013: 1 400 000 artículos.
- 22 de marzo de 2013: 1 300 000 artículos.
- 18 de marzo de 2013: 1 250 000 artículos.
- 9 de marzo de 2013: 1 200 000 artículos.
- 20 de febrero de 2013: 1 150 000 artículos.
- 16 de septiembre de 2012: 1 100 000 artículos.
- 22 de junio de 2012: 1 050 000 artículos.
- 17 de diciembre de 2011: 1 000 000 de artículos.
- 11 de diciembre de 2011: 950 000 artículos.
- 7 de diciembre de 2011: 900 000 artículos.
- 31 de octubre de 2011: 850 000 artículos.
- 22 de octubre de 2011: 800 000 artículos.
- 18 de septiembre de 2011: 750 000 artículos.
- 19 de junio de 2011: 700 000 artículos.
- 7 de noviembre de 2010: 650 000 artículos.
- 30 de abril de 2010: 600 000 artículos.
- 30 de julio de 2009: 550 000 artículos.
- 30 de noviembre de 2008: 500 000 artículos.
- 17 de enero de 2008: 400 000 artículos.
- 15 de septiembre de 2007: 350 000 artículos.
- 29 de mayo de 2007: 300 000 artículos.
- 26 de diciembre de 2006: 250 000 artículos.
- 24 de mayo de 2006: 200 000 artículos.
- 18 de marzo de 2006: 150 000 artículos.
- 14 de octubre de 2005: 100 000 artículos.
- 27 de enero de 2005: 50 000 artículos.
- 7 de febrero de 2004: 20 000 artículos.
- 3 de agosto de 2003: 10 000 artículos.
- 19 de junio de 2001: 1 artículo.

## Dato
El 57 % de sus artículos están editados por robots.